# Nilda Duplessy
Nilda Duplessy (Madeleine Marguerite Marie Lucie Duplessy à l'état civil) est une actrice française, née le 10 avril 1899 dans le 11e arrondissement de Paris et mort le 30 juin 1980 au Kremlin-Bicêtre.

## Filmographie

### Cinéma
- 1923 : Le Petit Moineau de Paris : Andrée des Glaîeuls
- 1925 : Barocco de Charles Burguet : Gisèle Didier
- 1925 : L'Épervier : Marina
- 1925 : Le Bossu (ou Le Petit Parisien) : Irène de Nevers
- 1929 : Amour en perdition
- 1929 : El león de Sierra Morena
- 1933 : Moi et l'Impératrice : Marianne[2]
- 1937 : Aloha, le chant des îles : la religieuse
- 1938 : Le Capitaine Benoît
- 1938 : S.O.S. Sahara : l'amie